# Isaac Trevis
Isaac Trevis (* 10. Januar 1989) ist ein neuseeländischer Fußballschiedsrichter. Er steht als Assistent seit 2019 auf der Liste der FIFA-Schiedsrichter.

## Karriere
Sein Debüt als Hauptschiedsrichter hatte er in der neuseeländischen Championship in der Spielzeit 2011/12. Später bekam er Einsätze in der National League.
International ist er als Assistent im Einsatz und kam al solcher bei der U-20-Ozeanienmeisterschaft 2016 bei drei Partien (mehrheitlich unter Campbell-Kirk Kawana-Waugh) zum Einsatz. Nebst dem kam er auch häufig in Spielen der OFC Champions League zum Einsatz. Unter Nick Waldron kam er bei zwei Gruppenspielen der U-17-Weltmeisterschaft 2019 zum Einsatz, sowie – erneut unter Kawana-Waugh – bei der U-19-Ozeanienmeisterschaft 2022.
Anfang April 2024 wurde er als Assistent für die Olympischen Sommerspiele 2024 erneut in das Team von Kawana-Waugh berufen.